# Pittura metafisica

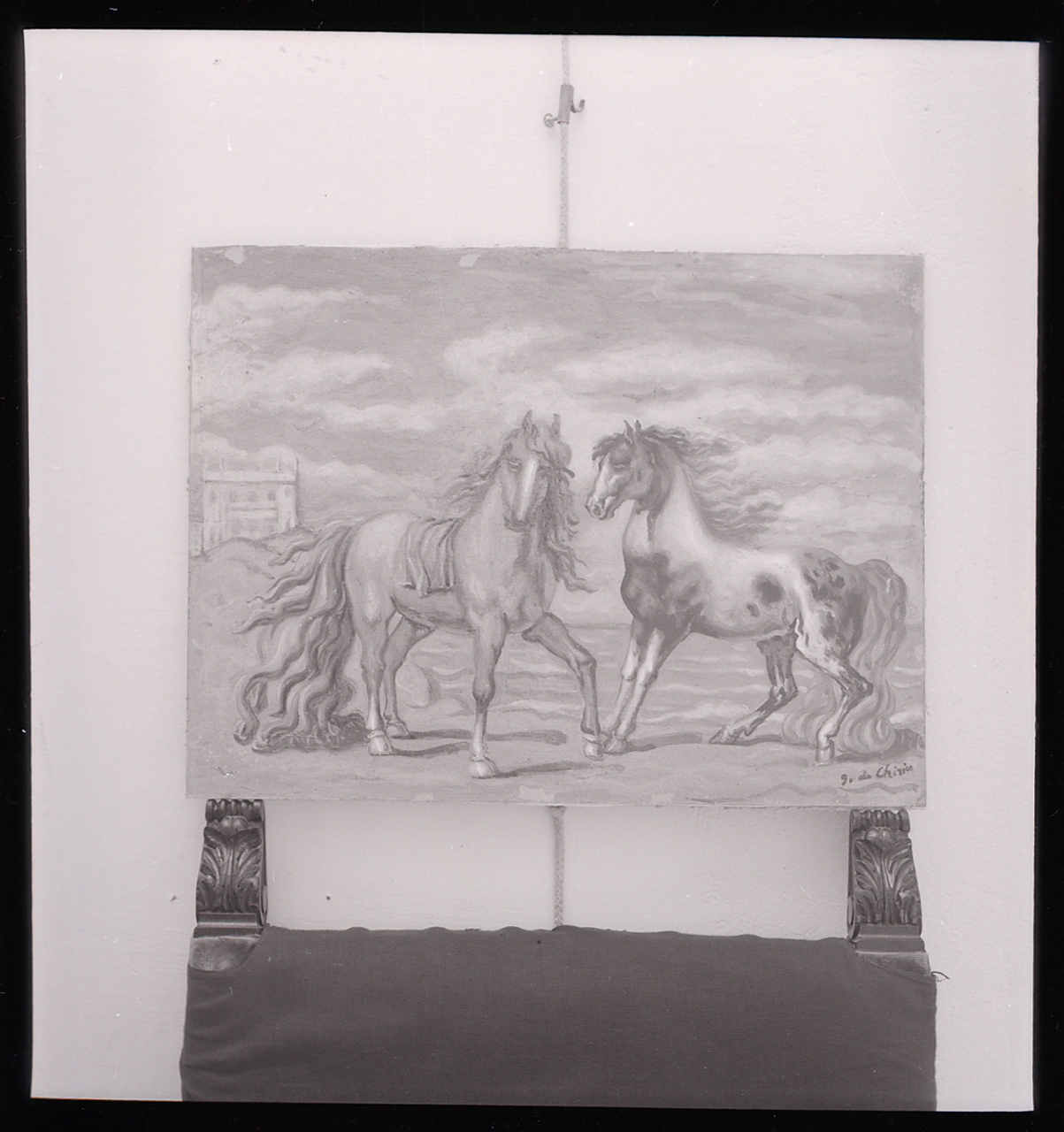
Giorgio de Chirico, Cavalli

Die Pittura metafisica (Metaphysische Malerei) ist eine italienische Strömung der Malerei, die sich etwa ab 1910 entwickelte und bis in die Mitte der 1920er-Jahre anhielt. Der Name kommt von Metaphysik, was die Lehre von den Gründen und Zusammenhängen des Seienden bedeutet. Im Jahre 1917 wurde von Giorgio de Chirico sowie seinem Bruder Alberto Savinio und dem Futuristen Carlo Carrà die Scuola metafisica in Ferrara gegründet.

## Charakteristisch
Als Charakteristik der Pittura metafisica kann gelten, dass das Übersinnliche, das nur in Denkakten zu Erkennende und das über die Sinnenwelt hinaus liegende Geistige, das Transzendente, zu einem bildnerischen System erhoben wird. Die Bildinhaltsfolgen liegen dabei oft jenseits des sinnlich Erfahrbaren und eine zweite geheimnisvolle Wirklichkeit verbirgt sich hinter den sichtbaren Dingen.

## Darstellung
Dargestellt wird die Malerei der Pittura metafisica in Form nahezu bühnenhafter, meist menschenleerer Plätze. Veränderte Proportionen, unrealistische Farbgebung und die unkorrekte Wiedergabe von Licht und Schatten, sowie die Verwendung mehrerer Fluchtpunkte prägen dieses Genre. Durch das Fehlen der Luftperspektive erscheinen zahlreiche Gemälde wie in einem Vakuum. Inhaltlich wird durch die vielfach dargestellte Umwertung der bestehenden Werte eine Verbindung zum Widersprüchlichen hergestellt.

## Vertreter
Drei bekannte Vertreter der Pittura metafisica waren:
- Giorgio de Chirico (1888–1978)
- Carlo Carrà (1881–1966)
- Giorgio Morandi (1890–1964)